# Elülső kutacs

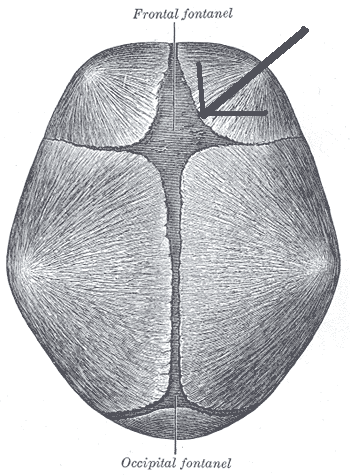
Egy csecsemő koponyája

Az elülső kutacs (latinul fonticulus anterior) egy kutacs a csecsemők koponyájának elülső részén, ahol a sagittális varrat (sutura sagittalis), a koszorúvarrat (sutura coronalis) és a  frontális varrat (sutura frontalis) találkozik. Ez a két kutacs közül a nagyobbik. Háromszög alakú. Születésnél fontos szerepet játszik, mert az anya méhéből kivezető út szűk, ezért fontos, hogy a koponya képlékeny legyen. Kétéves kor körül záródik.